# مغرهنغر (بيدفوردشير)
مغغرهنغر (بيدفوردشير) (بالإنجليزية: Moggerhanger)‏ هي قرية و أبرشية مدنية تقع في المملكة المتحدة في إنجلترا. يقدر عدد سكانها بـ 636 نسمة .